# Guillaume Canet

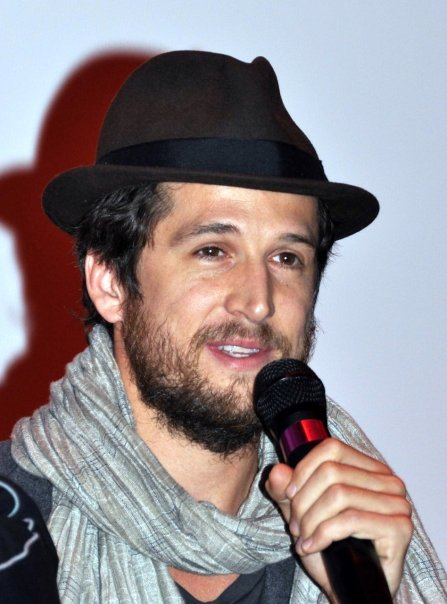
Guillaume Canet (2009)

Guillaume Canet (Boulogne-Billancourt, 10 april 1973) is een Frans acteur, regisseur, scriptschrijver en filmproducent.

## Leven en werk

### Afkomst
De ouders van Canet waren paardenfokkers. Hij droomde ervan zich als ruiter de discipline van het springen eigen te maken. Een valpartij op achttienjarige leeftijd maakte een einde aan een carrière in de paardensport.

### Toneel- en televisieacteur
Toen besloot hij zijn tweede passie te volgen: acteur worden. Hij schreef zich in aan de Cours Florent, een gerenommeerde theaterschool. Hij viel voor het eerst op in Montherlant's La ville dont le prince est un enfant. Wat later begon hij ook rollen in televisiefilms te spelen. In 1994 speelde hij een eerste kleine rol in het Tweede Wereldoorlog-drama La Colline aux mille enfants. In de loop van de jaren negentig deed hij nog meer ervaring op met televisiewerk. Tegelijkertijd maakte hij zijn debuut als regisseur met het draaien van enkele korte films.

### Filmacteur
Ondertussen kreeg hij ook rollen in langspeelfilms. Een eerste erkenning van zijn talent kwam er al in 1998 met een César-nominatie voor Beste jong mannelijk talent in En plein cœur. In 2000 werd hij voor het eerst gevraagd voor een buitenlandse productie: in het drama The Beach mocht hij de affiche delen met onder meer Leonardo DiCaprio. Later dat jaar volgde The Day the Ponies Come Back, de laatste film van Hollywood-veteraan Jerry Schatzberg.
Hij speelde nog opgemerkte hoofdrollen in onder meer Joyeux Noël (2005), de zoete tragikomedie Ensemble, c'est tout (2007), de verfilming van de succesroman van Anna Gavalda, en Une vie meilleure (2012). In 2012 keerde hij terug naar zijn eerste liefde: in het drama Jappeloup (2013) vertolkte hij een ruiter die met zijn paard Jappeloup olympisch kampioen springen werd.

### Filmregisseur
In 2002 verwezenlijkte Canet zijn eerste langspeelfilm, de tragikomedie Mon idole. Nadien volgde zijn doorbraak als cineast dankzij de met onder meer vier Césars bekroonde thriller Ne le dis à personne (2006). Met de tragikomedie Les Petits Mouchoirs (2010) draaide Canet de meest succesrijke Franse film van dat jaar. 
In zijn vierde film, de thriller Blood Ties (2013), gaf hij voor de tweede keer een hoofdrol aan zijn vrouw Marion Cotillard. De prent is een remake van Les Liens du sang van Jacques Maillot, een politiefilm uit 2008 waarin hijzelf de hoofdrol speelde. Canet schreef het scenario samen met James Gray. Hij werkte trouwens mee aan het scenario van al zijn films. 
In 2017 keerde Canet terug naar de komedie: in Rock'n Roll speelde Canet zelf de hoofdrol van een succesvolle acteur die zich afvraagt of hij nog wel 'cool' genoeg is. In 2019 leverde hij met de tragikomedie Nous finirons ensemble een sequel af op Les Petits Mouchoirs.

### Privéleven
Guillaume Canet heeft een huwelijk met de Duitse actrice Diane Kruger achter de rug. Ze waren samen van september 2001 tot hun scheiding in 2006. In 2007 ging hij een relatie aan met Marion Cotillard met wie hij ondertussen een zoontje en een dochtertje heeft.

## Prijzen
Canet won zowel voor zijn acteer- als regiewerk filmprijzen. In 2000 werd de Jean Gabinprijs aan hem toegekend. Als acteur werd hij op het Cabourg Romantic Film Festival en op de NRJ Ciné Awards beloond voor zijn acteerwerk in Ensemble, c'est tout (Claude Berri, 2007). Voor Ne le dis à personne (2006) won hij onder meer een César voor Beste regisseur in 2007, een Lumiere Award en twee prijzen op de Étoiles d'Or. Op het Internationaal filmfestival van Rome kreeg hij in 2011 de prijs voor Beste acteur voor zijn vertolking van een schoolkok die een eigen zaak uit de grond wou stampen in Une vie meilleure (Cédric Kahn, 2012).

## Filmografie

### Regisseur
- 1996: Sans regret (korte film)
- 1998: Je taim (korte film)
- 2000: J'peux pas dormir... (korte film)
- 2000: Scénarios sur la drogue (aflevering Avalanche)
- 2002: Mon idole
- 2006: Ne le dis à personne (naar de roman Tell No One van Harlan Coben)
- 2010: Les Petits Mouchoirs
- 2013: Blood Ties (remake)
- 2017: Rock'n Roll
- 2019: Nous finirons ensemble (sequel van Les petits mouchoirs)
- 2023: Asterix & Obelix in het Middenrijk

### Acteur

#### Televisie
- 1994: La Colline aux mille enfants (film)
- 1994: Jeanne (film)
- 1995: Ils n'ont pas 20 ans (film)
- 1995: Electrochoc (film)
- 1995: Le juge est une femme (serie, seizoen 1, aflevering 3: Le Secret de Marion)
- 1996: 17 ans et des poussières (film)
- 1996: Le Voyage de Pénélope (film)
- 1996: Je m'appelle Régine (film)
- 1996: Le Cheval de cœur (film)
- 1997: Pardaillan (film)
- 1997: La Vocation d'Adrienne (serie, seizoen 1, aflevering 1)
- 1999: Le Porteur de destins (film)
- 2012: Le Débarquement (film)

#### Films
- 1998: Sentimental Education (C.S. Leigh)
- 1998: Ceux qui m'aiment prendront le train (Patrice Chéreau)
- 1998: En plein cœur (Pierre Jolivet)
- 1999: Trait d'union (korte film)
- 1999: Je règle mon pas sur le pas de mon père (Rémi Waterhouse)
- 2000: J'peux pas dormir... (korte film)
- 2000: The Beach (Danny Boyle)
- 2000: La Fidélité (Andrzej Zulawski)
- 2000: The Day the Ponies Come Back (Jerry Schatzberg)
- 2001: Les Morsures de l'aube (Antoine de Caunes)
- 2001: Vidocq (Pitof)
- 2002: Le Frère du guerrier (Pierre Jolivet)
- 2002: Mille millièmes, fantaisie immobilière (Rémi Waterhouse)
- 2002: Mon idole (Guillaume Canet)
- 2003: Jeux d'enfants (Yann Samuell)
- 2003: Les Clefs de bagnole (Laurent Baffie)
- 2004: Narco (Tristan Aurouet en Gilles Lellouche)
- 2005: Joyeux Noël (Christian Carion)
- 2005: L'Enfer (Danis Tanovic)
- 2006: Un ticket pour l'espace (Éric Lartigau)
- 2006: Ne le dis à personne (Guillaume Canet)
- 2007: Ensemble, c'est tout (Claude Berri)
- 2007: Darling (Christine Carrière)
- 2007: La Clef (Guillaume Nicloux)
- 2008: Les Liens du sang (Jacques Maillot)
- 2008: La Clé du problème (korte film)
- 2008: Voyage d'affaires (korte film)
- 2008: La Famille Suricate (stem)
- 2009: Espion(s) (Nicolas Saada)
- 2009: L'affaire Farewell (Christian Carion)
- 2009: Le Dernier Vol (Karim Dridi)
- 2010: Last Night (Massy Tadjedin)
- 2011: La Nouvelle Guerre des boutons (Christophe Barratier)
- 2011: Voisin voisin (korte film)
- 2012: Une vie meilleure (Cédric Kahn)
- 2013: Jappeloup (Christian Duguay)
- 2013: En solitaire (Christophe Offenstein)
- 2013: L'Homme qu'on aimait trop (André Téchiné)
- 2014: La prochaine fois je viserai le cœur (Cédric Anger)
- 2016: The Siege of Jadotville (Richie Smyth)
- 2016: Le Secret des banquises (Marie Madinier)
- 2016: Cézanne et moi (Danièle Thompson)
- 2018: Le Grand Bain (Gilles Lellouche)
- 2018: L'amour est une fête (Cédric Anger)
- 2018: Doubles vies (Olivier Assayas)
- 2019: La Belle Époque (Nicolas Bedos)
- 2023: Asterix & Obelix in het Middenrijk (Asterix, Franse stem)
- 2024: "Hors-Saison" (Stéphane Brizé)